# Herz-Jesu-Kirche (Ebersbach/Sa.)
Die Herz-Jesu-Kirche ist die römisch-katholische Kirche in Ebersbach/Sa., einem Ortsteil der Stadt Ebersbach-Neugersdorf im Landkreis Görlitz in Sachsen. Die nach dem Heiligsten Herz Jesu benannte Kirche gehört zur Pfarrei Mariä Himmelfahrt mit Sitz in Leutersdorf, im Dekanat Bautzen des Bistums Dresden-Meißen. Das Kirchengebäude steht als Baudenkmal unter der Erfassungsnummer 09225626 unter Denkmalschutz.

## Geschichte
Nachdem sich im seit der Reformation evangelisch-lutherischen Ebersbach um 1900 wieder Katholiken niedergelassen hatten, fanden durch den Pfarrer von Leutersdorf Heilige Messen in verschiedenen profanen Räumen von Ebersbach statt.
Schon 1904 wurde das Baugrundstück auf dem Jeremiasberg für die Kirche erworben, aber erst im April 1933 bekam Ebersbach mit Pfarrvikar Felix Pfistershammer einen eigenen Seelsorger. Am 20. August 1933 wurde der Grundstein der Kirche gelegt, am 24. April 1934 begann der Bau der Kirche, und am 30. Juni 1934 wurde das Richtfest gefeiert. Bereits am 7. Oktober 1934 nahm Bischof Petrus Legge die Kirchweihe vor.
Nach dem Zweiten Weltkrieg vergrößerte sich die Zahl der Katholiken in Ebersbach durch den Zuzug von Flüchtlingen und Heimatvertriebenen aus den Ostgebieten des Deutschen Reiches auf rund 2000. Am 12. August 1953 wurde die Pfarrvikarie Ebersbach zur Pfarrei erhoben. Von 1964 bis 1966 war Joachim Reinelt, der spätere Bischof des Bistums Dresden-Meißen, als Pfarradjutor an der Herz-Jesu-Kirche tätig. Von 1969 bis 1971 erfuhr die Kirche eine Erweiterung, die mit großer Eigenleistung der Gemeindemitglieder erfolgte. 1984 bekam die Kirche eine vom Orgelbau A. Schuster & Sohn aus Zittau hergestellte Orgel. Das Instrument hat 24 Register auf zwei Manualwerken. Nachdem der Dachreiter 1988 erneuert worden war, folgte 1989 der Einbau von drei neuen Glocken, die von Bischof Joachim Reinelt geweiht wurden.
Am 1. Januar 2002 wurden die Pfarrgemeinden Herz-Jesu Ebersbach und St. Josef Neugersdorf zu einer Pfarrgemeinde zusammengeschlossen, die am 10. Dezember 2017 mit den Kirchengemeinden Mariä Himmelfahrt Leutersdorf und St. Antonius Oppach zur heutigen Pfarrei fusionierte.